# Werner Bumann
Werner Bumann (* 31. Dezember 1931 in Gronau (Leine); † 24. Dezember 1986 in Erlangen) war ein deutscher Leichtathlet.

## Leben
Werner Bumann wurde am 31. Dezember 1931 in Gronau (Leine) geboren. Schon während der Ausbildung zum Tischler war er in der Jugendabteilung des TSV Gronau aktiv, mit Wechsel in die Herrenabteilung wurde er von Heinz-Werner Otto trainiert. Otto erkannte das große Talent Bumanns und sorgte dafür, dass er Ende 1953 zum Turnklubb zu Hannover (TK Hannover) wechselte. Dort feierte er seine größten sportlichen Erfolge. Bereits 1960 beendete Bumann seine aktive Karriere und war in Berlin-Wilmersdorf als Jugendtrainer tätig.
In Berlin lernte er seine spätere Frau kennen, mit der er sich dann in Herzogenaurach niederließ.
Werner Bumann starb am 24. Dezember 1986 in Erlangen an einem Schlaganfall.

## Sportliche Erfolge
Seine größten sportlichen Erfolge erzielte Bumann 1955 bei den Deutschen Hallenmeisterschaften in Kiel, wo er zeitgleich mit dem Sieger Klaus Retienne Zweiter über 1500 Meter wurde und bei den Deutschen Meisterschaften in Frankfurt konnte er hinter Werner Lueg und Olaf Lawrenz den dritten Platz ebenfalls über 1500 Meter belegen. Ein Jahr später reichte es wiederum bei den Deutschen Meisterschaften in Berlin über die gleiche Strecke zu einem vierten Platz.
Aufgrund der guten Leistungen von Werner Bumann als Mittel- und Langstreckler lief er für Deutschland auf vielen Länderkämpfen, u. a. auch in Finnland, Schweden, Dänemark und Belgien.